# جوزپه کاتیزون
جوزپه کاتیزون (انگلیسی: Giuseppe Catizone؛ زادهٔ ۲۰ سپتامبر ۱۹۷۷) بازیکن فوتبال اهل آلمان است.
از باشگاه‌هایی که در آن بازی کرده‌است می‌توان به باشگاه فوتبال اشتوتگارت و باشگاه فوتبال زاربروکن اشاره کرد.